# علامة ديسبين
علامة ديسبين (بالإنجليزية: d'Espine sign)‏ هي تنفس قصبي يُسمع على النتوء الفقري (في الظهر) تحت مُستوى انشعاب القصبة، أي أسفل نتوء الفقرة الصدرية الرابِعة في البالغين، وتظهر هذه العلامة في حال وجود تضخم في العقد اللمفية تحت القحف (منصفي).
سُميت هذه العلامة نسبةً إلى طبيب الأطفال السويسري جان-هنري-أدولف ديسبين (1846-1930).